# ميجا مان 9
ميجا مان 9 (بالإنجليزية: Mega Man 9)‏ ، وتسمى في النسخة اليابانية روك مان 9: ناين نابو نو فوكاتسو!! (باليابانية: ロックマン9 野望の復活!!) ، هي لعبة فيديو إلكترونية أنتجها ونشرها شركة كابكوم اليابانية سنة 2009م.